# Pedro Sousa
Pour les articles homonymes, voir Sousa.
Pedro Sousa, né le 27 mai 1988 à Lisbonne, est un joueur de tennis portugais, professionnel de 2007 à 2023.
Il joue en Coupe Davis avec l'équipe du Portugal depuis 2006. Il a participé aux barrages du Groupe Mondial en 2017.

## Carrière
Après s'être imposé à neuf reprises sur le circuit Futures, Pedro Sousa s'impose pour la première fois dans un tournoi Challenger en 2017 à Francavilla. Cette année-là, il s'illustre également à Liberec et Côme, puis rajoute deux autres titres à son palmarès en 2018 à Braga et Pullach, ce qui lui permet de devenir n°2 portugais derrière João Sousa.

### 2019. Première participation en Grand Chelem
En janvier, il participe à l'Open d'Australie mais chute au premier tour du tournoi face au local Alex De Minaur. Ce résultat lui permet néanmoins de faire une incursion dans le top 100 à la 99e place. Sur le circuit Challenger, il remporte les tournois de Blois et Meerbusch.

### 2020. Première finale ATP
En février, il participe aux qualifications du tournoi de Buenos Aires où il est éliminé au second tour par Facundo Bagnis. Cependant, il est intégré dans le tableau principal en tant que lucky loser à la suite du forfait de Cristian Garín. Il bat successivement l'invité Facundo Díaz Acosta, puis le qualifié Jozef Kovalík et en quart de finale, le Brésilien Thiago Monteiro. Qualifié pour sa première demi-finale d'un tournoi ATP, son adversaire, Diego Schwartzman déclare forfait avant son match. Il se retrouve ainsi en finale mais chute face au Norvégien Casper Ruud qui remporte son premier titre.

### 2023. Retraite
Le 1er avril 2023, il annonce qu'il arrêtera sa carrière après le tournoi Challenger d'Oeiras qui se déroule au Portugal mi-mai. Il est battu au premier tour par Ulises Blanch (6-2, 7-6 (4)), il joue ainsi son dernier match en tant que professionnel le 16 mai 2023. 
Il prolonge finalement sa carrière jusqu'au challenger de Lisbonne, où il gagne contre le jeune français Titouan Droguet au premier tour (6-4, 6-4), puis il échoue au deuxième tour face à son compatriote João Sousa (2-6, 3-6), mettant ainsi un terme à sa carrière le 5 octobre 2023, après 16 ans sur le circuit professionnel.  

## Palmarès

### Finale en simple
| No | Date       | Nom et lieu du tournoi       | Catégorie | Dotation  | Surface      | Vainqueur   | Score    |          |
| -- | ---------- | ---------------------------- | --------- | --------- | ------------ | ----------- | -------- | -------- |
| 1  | 10-02-2020 | Argentina Open, Buenos Aires | ATP 250   | 590 745 $ | Terre (ext.) | Casper Ruud | 6-1, 6-4 | Parcours |

## Parcours dans les tournois duGrand Chelem

### En simple
| Année | Open d'Australie | Open d'Australie   | Internationaux de France | Internationaux de France | Wimbledon       | Wimbledon      | US Open         | US Open          |
| ----- | ---------------- | ------------------ | ------------------------ | ------------------------ | --------------- | -------------- | --------------- | ---------------- |
| 2019  | 1er tour (1/64)  | Alex de Minaur     | —                        | —                        | —               | —              | —               | —                |
| 2020  | —                | —                  | —                        | —                        | Annulé          | Annulé         | 1er tour (1/64) | Mitchell Krueger |
| 2021  | 1er tour (1/64)  | Stanislas Wawrinka | —                        | —                        | 1er tour (1/64) | Lorenzo Sonego | —               | —                |

N.B. : à droite du résultat se trouve le nom de l'ultime adversaire.

## Parcours dans lesMasters 1000
| Année | Indian Wells | Miami                  | Monte-Carlo | Madrid | Rome | Canada | Cincinnati | Shanghai | Paris |
| ----- | ------------ | ---------------------- | ----------- | ------ | ---- | ------ | ---------- | -------- | ----- |
| 2021  | —            | 1er tour P.-H. Herbert | —           | —      | —    | —      | —          | n.o.     | —     |

N.B. : sous le résultat se trouve le nom de l’ultime adversaire.

## Classements ATP en fin de saison
| Année          | 2010 | 2011 | 2012 | 2013 | 2014 | 2015 | 2016 | 2017 | 2018 | 2019 | 2020 |
| Rang en simple | 479  | 338  | 265  | 200  | 1037 | 786  | 188  | 126  | 104  | 140  | 105  |

Source : (en) Classements de Pedro Sousa sur le site officiel de la Fédération internationale de tennis